# Виґлендувек
Виґлендувек (пол. Wyględówek) — село в Польщі, у гміні Вежбно Венґровського повіту Мазовецького воєводства.
Населення — 96 осіб (2011).
У 1975-1998 роках село належало до Седлецького воєводства.

## Демографія
Демографічна структура станом на 31 березня 2011 року:
|          | Загалом | Допрацездатний вік | Працездатний вік | Постпрацездатний вік |
| -------- | ------- | ------------------ | ---------------- | -------------------- |
| Чоловіки | 57      | 6                  | 45               | 6                    |
| Жінки    | 39      | 4                  | 25               | 10                   |
| Разом    | 96      | 10                 | 70               | 16                   |